# Serixia cephalotes
Serixia cephalotes är en skalbaggsart som beskrevs av Francis Polkinghorne Pascoe 1862. Serixia cephalotes ingår i släktet Serixia och familjen långhorningar. Inga underarter finns listade i Catalogue of Life.